# Lenart
Lenart, celým názvem Lenart v Slovenskih goricah (německy Sankt Leonhard in Windischbüheln) je město a středisko stejnojmenné občiny ve Slovinsku v Podrávském regionu. Nachází se asi 14 km východně od Mariboru. V roce 2011 zde žilo 3 204 obyvatel.
Kolem města prochází dálnice A5. Sousedními městy jsou Gornja Radgona, Maribor a Ptuj.